# Robin Widdows
Robin Michael Widdows (Cowley, Engleska, 27. svibnja 1942.) je bivši britanski vozač automobilističkih utrka. Njegov otac bio je pilot Kraljevskih zračnih snaga (RAF) u Bitki za Britaniju. Robin je nastupao u bobu za svoju zemlju na zimskim olimpijskim igrama u Innsbrucku 1964. i Grenobleu 1968. Godine 1965. pobijedio je na utrci sportskih automobila na Outlon Parku u klasi A, vozeći bolid Lotus-BRM. Od 1967. do 1969. je nastupao u Europskoj Formuli 2. U Formuli 1 je upisao nastup na Brands Hatchu za Veliku nagradu Velike Britanije 1968. no utrku nije završio zbog kvara na bolidu. Nastupao je i na utrkama 24 sata Le Mansa, 1000 km Nürburgringa, 1000 km Monze, 1000 km Spa, 6 sati Watkins Glena, 9 sati Kyalamija, no bez većih uspjeha. 

## Vanjske poveznice
- Robin Widdows - Driver Database
- Robin Widdows - Stats F1